# 金玉豐精米所
金玉豐精米所，又名新成碾米廠，位於臺灣新竹縣芎林鄉上山村，是興建於1931年的水車碾米廠，被列為歷史建築。

## 早期歷史
金玉豐精米所在1931年興建，1935年由農民陳玉慶登記，建立的時代正是臺灣稻米大量外銷到日本內地的高峰。設址處是上山村下山圳分圳點處，以利用水圳分流且的地勢高低落差的產生的充沛水力，帶動水礱進行去穀作業。
依文化部文化資產局調查，主建築體為面寬35.91公尺、進深8.879公尺的二層樓磚造承重牆建築，坐西南面向東北，硬山雙坡頂鋪設紅色仰合瓦，屋架採日治時期木造建築常見洋小屋組，二樓東北側設置朝向下山圳及文山路的出入口。使用上，居住與工廠並用。共分中央的碾米廠、右側增建的礱糠間、儲藏室、辦公室、左側的廚房與豬欄。
1960年，碾米廠改為陳家姻親鄭家經營，逐步加入電力驅動。新竹縣議員鄭昱芸就曾住在此地。2001年，土地被徵收後正式停業。原先的木造水車，因年久失修在2015年拆除。

## 社區營造
2015年，碾米廠由文化團體進駐做社區營造。經由林賜霞等人爭取新竹縣政府交通旅遊處計畫補助新台幣48萬，於2018年3月10日架設新的水車。2018年7月4日，公告為歷史建築。登錄為歷史建築時，新竹縣長邱鏡淳表示，金玉豐精米所代表臺灣米穀產業由手工業演進到工業化，具臺灣農產業技術發展意義，未來文化局會串連周邊紙寮窩、鹿寮坑等在地文化，推動文化資產及藝文推廣活動。
2019年1月，屋瓦大面積下滑及歸帶斷裂，8月獲文化局補助加上公所自籌9.4萬元作修復。2020年4月24日，客委會補助成立的「轉芎林．地方創生駐地」工作站進駐金玉豐精米所。